# Sistotrema binucleosporum
Sistotrema binucleosporum är en svampart som beskrevs av Hallenb. 1984. Enligt Catalogue of Life ingår Sistotrema binucleosporum i släktet Sistotrema,  och familjen Hydnaceae, men enligt Dyntaxa är tillhörigheten istället släktet Sistotrema,  och familjen Sistotremataceae. Arten är reproducerande i Sverige. Inga underarter finns listade i Catalogue of Life.